# Max Maria von Weber

Max Maria von Weber

Christian Philipp Max Maria Freiherr von Weber (* 25. April 1822 in Dresden; † 18. April 1881 in Berlin) war ein deutscher Eisenbahn-Ingenieur und -Manager, der als königlich sächsischer Eisenbahndirektor wirkte. Er trug die Titel eines österreichischen Hofrats und eines preußischen Ministerialrats.

## Familie

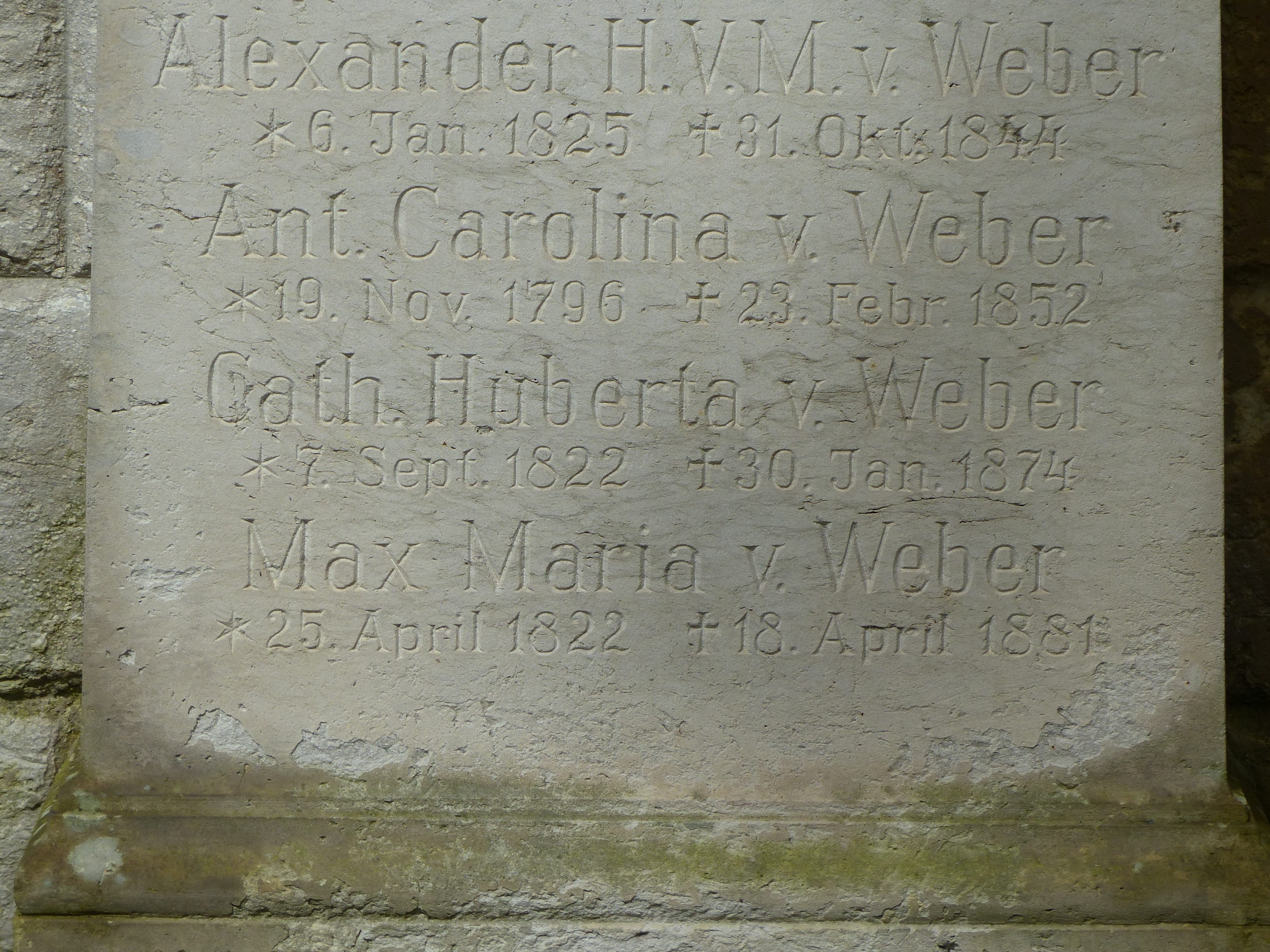
Inschrift auf dem Gedenkstein des Familiengrabs von Carl Maria von Weber

Weber war ein Sohn des Komponisten Carl Maria von Weber und dessen Ehefrau Caroline von Weber geborene Brandt. Seine zwei Geschwister, Maria Caroline Friederike Auguste von Weber (* 22. Dezember 1818 in Dresden; † 28. April 1819 in Dresden) und der Maler Alexander Heinrich Victor von Weber, starben früh. Am 27. April 1846 heiratete er in Dresden Katharina Huberta Kramer (* 7. September 1823 in Köln; † 29. Januar 1874 in Wien), mit der er drei Kinder hatte:
- Maria Karoline von Weber (* 23. Februar 1847 in Chemnitz; † 1. Juli 1920 in Weimar), die 1885 den Diplomaten und Schriftsteller Ernst von Wildenbruch heiratete
- Karoline Maria von Weber (* 22. Oktober 1848 in Chemnitz; † 2. Juli 1878 bei Wien)
- Karl Maria Alexander Eduard von Weber (* 19. November 1849 in Dresden; † 15. Dezember 1897 in Dresden), der königlich sächsischer Oberstleutnant und Schriftsteller war und 1877 Marion Mathilde Schwabe heiratete

## Leben
Max Maria von Weber kam ein knappes Jahr nach der Uraufführung der Oper seines Vaters Der Freischütz zur Welt und erhielt den Namen der männlichen Hauptperson, Max. Als er mit vier Jahren seinen Vater verlor, übernahmen seine Mutter und als Vormunde die Freunde des Vaters, der Naturforscher und Afrikareisende Hinrich Lichtenstein und der Schriftsteller Carl Theodor Winkler die Erziehung. Max Maria von Weber besuchte zunächst ein privates Gymnasium und dann auf die Technische Bildungsanstalt Dresden. Anschließend studierte er Naturwissenschaften, Nationalökonomie und moderne Sprachen an der Friedrich-Wilhelms-Universität Berlin.
Nebenbei arbeitete er als Konstrukteur in der Berliner Lokomotivfabrik von August Borsig. Am Ende seines Studiums legte er die Prüfung zum Lokomotivführer ab und fuhr in dieser Funktion und als Maschinentechniker ein Jahr lang auf der Eisenbahnstrecke Berlin–Jüterbog.
Ab 1841 durchlief er bei der Leipzig-Dresdner Eisenbahn-Compagnie, der Sächsisch-Bayerische Eisenbahn-Compagnie und der Köln-Bonner Eisenbahn die technischen und administrativen Funktionen des Eisenbahnwesens bis in leitende Stellungen. Mit einem Forschungsaufenthalt in England ergänzte er sein technisches Wissen.
Zunächst übernahm er 1846 die maschinentechnische Leitung der Chemnitz-Riesaer Eisenbahn-Gesellschaft, wenig später die Gesamtleitung der Niedererzgebirgischen Eisenbahn, die 1850 vom sächsischen Staat übernommen wurde. Am 1. Dezember 1849 trat er, anfänglich mit dem Titel Finanzrat, in den königlich sächsischen Staatsdienst ein und blieb dort bis 1868.
Von 1870 bis 1875 arbeitete er in Wien mit einem Fünfjahresvertrag für das österreichische Handelsministeriums bei den östlichen Staatsbahnen; er trug dabei den Titel eines K. K. Hofrats 1. Klasse. Nach seiner Aussage als Sachverständiger im Ofenheim-Prozess, der mit Freispruch endete und zum Rücktritt des Handelsministers führte, wurde Webers Vertrag nicht verlängert.
Anschließend lebte er als freischaffender Gutachter, Fachschriftsteller und beratender Ingenieur in Wien.
Von Heinrich von Achenbach 1878 als Regierungsrat in das preußische Handelsministerium nach Berlin berufen, bereiste er im Auftrag der preußischen Regierung Großbritannien (1878), Schweden (1879) und die USA (1880), um die dortigen Verkehrssysteme, insbesondere die Kanäle, zu studieren.
Max Maria von Weber starb am 18. April 1881 in Berlin bei einem Spaziergang an Herzversagen. Er wurde am 22. April 1881 in der Familiengrabstätte auf dem Alten Katholischen Friedhof in Dresden-Friedrichstadt beigesetzt.

## Wirken

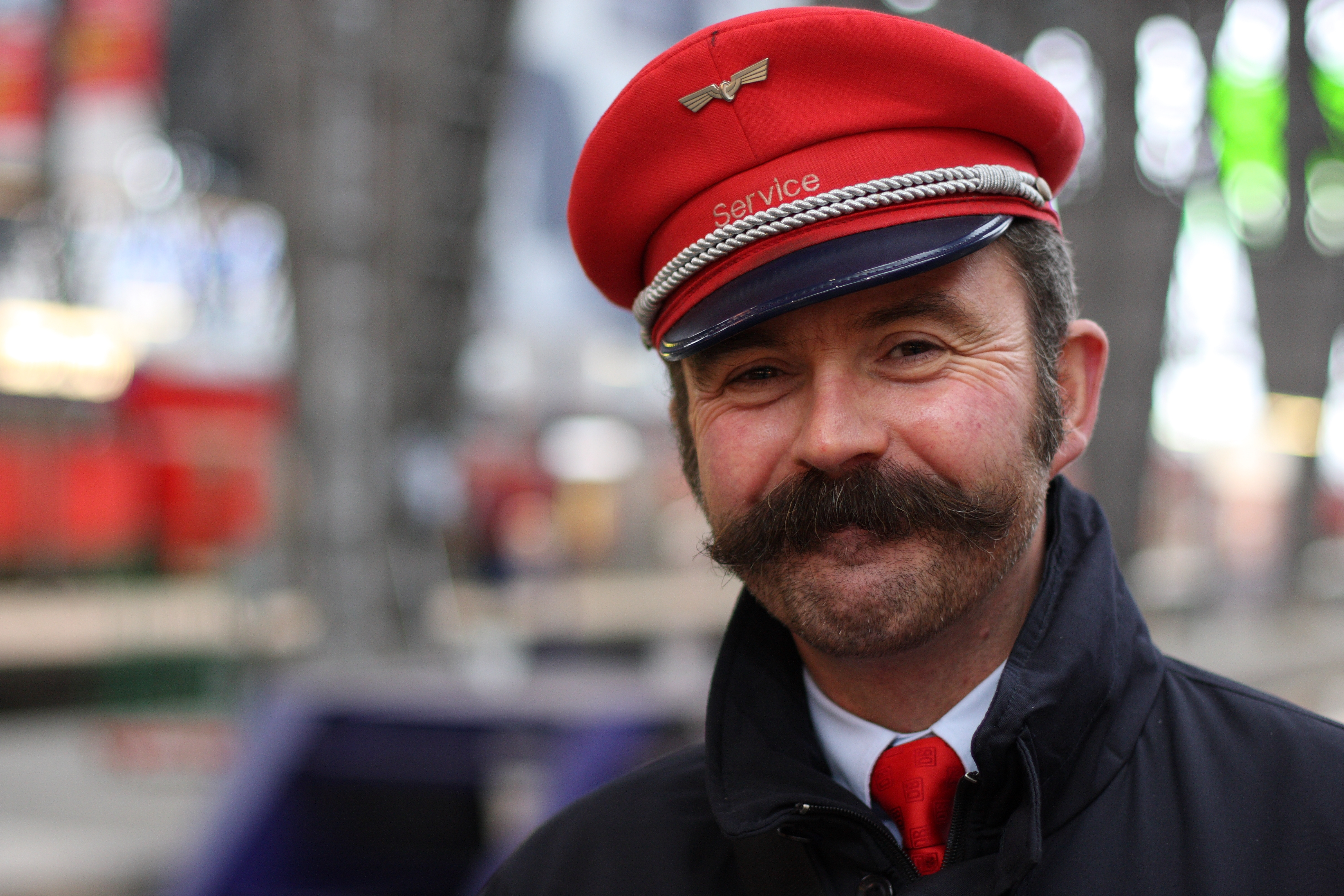
Aufsichtsbeamter mit Webermütze

Mit seinem Engagement für den Arbeitsschutz hinterließ Max Maria von Weber der Nachwelt eine erstaunliche Fülle praxisorientierter Leistungen aus den Anfängen des Eisenbahnwesens und der Verkehrssicherheit. So sind zum Beispiel in Deutschland die ersten Fahrtenschreiber, die ersten Geschwindigkeitsmesser für Lokomotiven, die erste Schienenbiegemaschine, die Einführung der überdachten Führerstände für Lokomotiven, die Bahnschranke, die Projektierung von Bahnhöfen nach logistischen Gesichtspunkten, die erste vollständig aus Schmiedeeisen errichtete Straßenbrücke und die rote Mütze der Aufsichtsbeamten – die „Webermütze“ – auf ihn zurückzuführen.
Als Fachautor schrieb Max Maria von Weber über alles, was mit der Eisenbahn zusammenhing, von Konstruktion von Lokomotiven und Gleisbau bis zu Verwaltung von Eisenbahngesellschaften und Lebensversicherung. Zeitgenossen bescheinigten ihm, spröde, technische Stoffe in einer überaus anschaulichen und anziehenden Art zu behandeln. Allerdings verlangen die weitgespannten Sätze aufmerksames Lesen. Seine Werke und Novellen fanden seinerzeit auch wegen ihres gesellschaftlichen und sozialen Engagements starke Beachtung, sind aber heute nahezu vergessen. Nur der 2007 herausgegebene, bebilderte Novellenband Sturm auf den Schienen stellt seine schönsten Eisenbahnnovellen, seine 1880 entstandenen Reisebriefe aus Nordamerika und eine Kurzbiografie zusammen. Außerdem schrieb Max Maria von Weber die erste (leider nicht immer verlässliche) Biografie seines Vaters.
Max Maria von Weber erstellte bereits 1854 eine Studie zum Schienensuizid. Er schrieb in Die Technik des Eisenbahnwesens in Bezug auf die Sicherheit desselben:

„Mit einigem Rechte kann man auch die Gefahren hierher rechnen, welche dem Betriebe durch das Gebaren von Personen erwachsen sind, welche freiwillig den Tod unter den Rädern der Züge gesucht haben. Ereignisse dieser Art sind nicht so selten, als man glauben möchte, wie z. B. die nachstehenden Notizen über Selbstmorde auf den deutschen Eisenbahnen andeuten, von denen dem Verfasser officielle Nachrichten darüber zugegangen sind.“

Er hielt es für schwer oder gar unmöglich, durch Vorkehrungen irgendeiner Art das Sich-vor-den-Zug-Werfen zu verhindern, bestenfalls könne eine „gute Bewachung der Bahn […] vielleicht hier und da eine solche bedauerliche Handlung verhüten“.

## Schriften (Auswahl)
- Über die Principien der Verwaltung öffentlicher Verkehrsanstalten. 1849.
- Das Tantièmesystem. Chemnitz 1849.
- Die Technik des Eisenbahnbetriebes in Bezug auf dessen Sicherheit. Leipzig 1854.
- Algerien und die Auswanderung dorthin. Leipzig 1854.
- Die Lebensversicherung der Eisenbahnpassagiere in Verbindung mit der Unterstützung der Eisenbahnbeamten. Leipzig 1855.
- Schule des Eisenbahnwesens. Leipzig 1857.
- Die rauchfreie Verbrennung der Steinkohle. Leipzig 1859.
- Die Abnutzung des physischen Organismus der Eisenbahnfunctionäre. Leipzig 1862.
- Die Gefährdung des Personals beim Maschinen- und Fahrdienste. Leipzig 1862. (Digitalisat bei der Universitätsbibliothek Darmstadt)
- Aus der Welt der Arbeit. Berlin 1865.
- Carl Maria von Weber. Ein Lebensbild. 3 Bände. (3. Band: Briefe und andere Quellen) 1864–1866.
- Der Pfadfinder des Meeres. In: Die Gartenlaube. Heft 49–50, 1866, S. 765–766, S. 783–785 (Volltext [Wikisource]).
- Die Schule des Eisenbahnwesens. 1862. (archive.org)
- Das Telegrafen- und Signalwesen der Eisenbahnen. Weimar 1867. (ekeving.se)
- Die Stabilität des Gefüges der Eisenbahngeleise. Weimar 1869.
- Werke und Tage. Weimar 1869.
- Die Schulung der Eisenbahnen für Krieg und Frieden. Weimar 1870.
- Thaten und Phrasen. Leipzig 1871.
- Praxis des Baues und Betriebes der Sekundärbahnen mit normaler und schmaler Spur. Weimar 1871 / 2. Auflage, 1873.
- Die Sekundärbahnen mit normaler Spur und langsamer Fortbewegung. Weimar 1874.
- Die Geographie der Locomotivconstruction. In: Deutsche Rundschau, 3. Jahrgang 1875, S. 87 ff. (Textarchiv – Internet Archive)
- Über den staatlichen Einfluß auf die Entwicklung der Eisenbahnen niederer Ordnung. Leipzig 1878.
- Vom rollenden Flügelrade. Skizzen und Bilder. (nachgelassenes Werk; mit einer biografischen Einleitung von Major Max Jähns) A. Hofmann & Comp., Berlin 1882.
- Aus dem Reich der Technik. (Novellen; ausgewählt und mit einem Vorwort von Carl Weihe) VDI-Verlag, Berlin 1926.

## Ehrungen (unvollständig)
Wegen seiner grundlegenden fachlich anerkannten Leistungen, von denen das schwedische Eisenbahnsystem profitierte, wurde er am 7. Mai 1869 als „Commendör af Wasaorden I. Klasse“ geehrt.